# Catherine Fisher
Catherine Fisher (født 1957) er forfatter fra Newport i Wales og har udgivet over 30 titler. Hun har tidligere arbejdet som lærer og arkæolog.
Tidligere underviste hun i at skrive for børn. Hun underviste på det walisiske universitet Glamorgan. Fisher skriver mest børne- og ungdomsbøger i forskellige genrer, men har også skrevet en del digte. Også disse er mest for børn og unge. Hun er forfatter til en lang række bøger, og man har flere gange overvejet at filmatisere disse.
Catherine Fisher bliver for det meste inspireret til sine bøger og digte af den walisiske natur. Dette land spiller en stor rolle i hendes digte.
Hun er forfatter til bl.a. Darkhenge og andre bøger, der har vundet adskillige priser. Fisher holder i øjeblikket en pause efter at have skrevet Incarceron, der udkom i Wales 3. maj 2007.